# Manga
Manga (?  kanji: 漫画; hiragana: まんが; katakana: マンガ) es la palabra japonesa para designar las historietas en general. Fuera de Japón, se utiliza para referirse a las historietas de origen japonés.

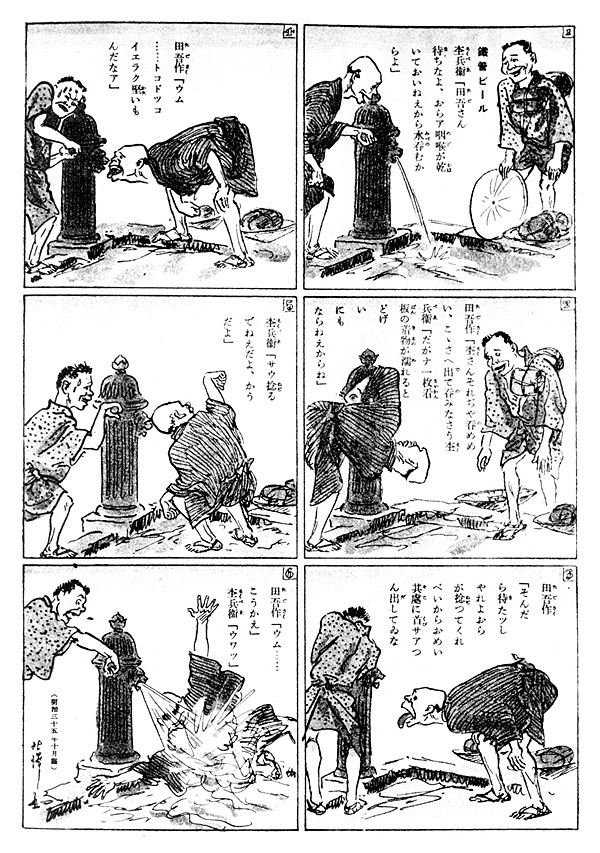
Tagosaku to Mokube no Tokyo Kenbutsu, considerado el primer manga de la historia. Obra del artista Rakuten Kitazawa, del año 1902.

El manga japonés constituye una de las tres grandes tradiciones de historietas a nivel mundial, junto con la estadounidense y la franco-belga. Abarca una extensa variedad de géneros y llega a públicos diversos. Es una parte muy importante del mercado editorial de Japón y motiva múltiples adaptaciones a distintos formatos: series de animación, conocidas como anime, o de imagen real, películas, videojuegos y novelas. Cada semana o mes se editan nuevas revistas con entregas de cada serie, al más puro estilo del folletín, protagonizadas por héroes cuyas aventuras en algunos casos seducen a los lectores durante años. Desde los años ochenta han ido conquistando también los mercados occidentales.

## Terminología
Hokusai Katsushika, un representante del ukiyo-e, acuñó el término manga combinando los kanji correspondientes a informal (漫 man) y dibujo (画 ga). Se traduce, literalmente, como «dibujos caprichosos» o «garabatos». Al profesional que escribe o dibuja mangas se le conoce como mangaka. Algunos autores producen asimismo sus mangas en vídeo.
Actualmente, la palabra manga se usa en Japón para referirse a "historietas", de forma general. Fuera de Japón, esta palabra se emplea más concretamente para referirse al estilo japonés de dibujar y contar historias.

## Características distintivas

Diagrama de lectura de un manga.

En Japón el 40% de todas las publicaciones impresas vendidas son mangas.
En el manga las viñetas y páginas se leen de derecha a izquierda, la mayoría de los mangas originales que se traducen a otros idiomas han respetado este orden. El más popular y reconocido estilo de manga tiene otras características distintivas, muchas de ellas por influencia de Osamu Tezuka, considerado el padre del manga moderno.[¿por quién?]
Scott McCloud señala, por ejemplo, la tradicional preeminencia de lo que denomina efecto máscara, es decir, la combinación gráfica de unos personajes caricaturescos con un entorno realista, como sucede en la línea clara. En el manga es frecuente, sin embargo, que se dibujen de forma más realista algunos de los personajes u objetos (estos últimos para indicar cuando sea necesario sus detalles). Poitras rastrea el color del peinado para cubrir las ilustraciones del manga, donde las ilustraciones llamativas y los tonos coloridos son atractivos para el manga infantil. McCloud detecta asimismo una mayor variedad de las transiciones entre viñetas que en los cómics occidentales, con una presencia más sustancial del tipo que denomina «aspecto a aspecto», en la que el tiempo no parece avanzar. Igualmente, hay que destacar el gran tamaño de los ojos de muchos de los personajes, más propio de individuos occidentales que japoneses, y que tiene su origen en la influencia que ejerció el estilo de la franquicia Disney sobre Osamu Tezuka.
A pesar de ello, el manga es muy variado y no todas las historietas son asimilables a las más popularizadas en Occidente, abordando de hecho todo tipo de estilos y temáticas, y comprendiendo autores de dibujo realista como Ryōichi Ikegami, Katsuhiro Otomo o Takeshi Obata.

## Historia

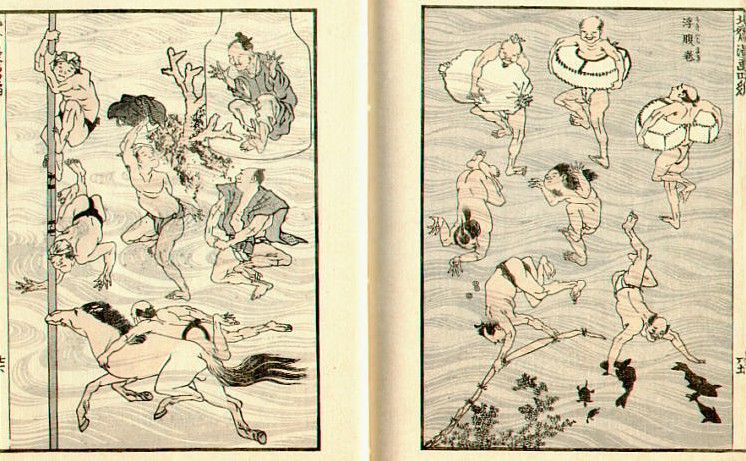
Dos páginas del manga de Hokusai con una representación de los baños termales.

El manga comienza su vida entre los años 1790-1912 debido a la llegada de personas de Occidente a Japón, tomando pronto mayor popularidad entre los japoneses.
El manga nace de la combinación de dos tradiciones: la del arte gráfico japonés, producto de una larga evolución a partir del siglo XI, y la de la historieta occidental, afianzada en el siglo XIX. Solo se cristalizaría con los rasgos que hoy conocemos tras la Segunda Guerra Mundial y la labor pionera de Osamu Tezuka.

### La tradición gráfica japonesa
Las primeras características del manga pueden encontrarse en el Chōjugiga (dibujos satíricos de animales), atribuidos a Toba no Sōjō (siglos XI-XII), del que apenas se conservan actualmente unos escasos ejemplares en blanco y negro.[cita requerida]
Durante el período Edo, el ukiyo-e se desarrolló con vigor y produjo las primeras narraciones remotamente comparables a los géneros actuales del manga, que van de la historia y el erotismo a la comedia y la crítica. Hokusai, una de sus figuras, implantaría el uso del vocablo manga en uno de sus libros, Hokusai Manga, recopilado a lo largo del siglo XIX. Otros dibujantes, como Kawanabe Kyōsai, destacaron también en este período artístico.

### La prensa satírica de origen occidental (1862-)

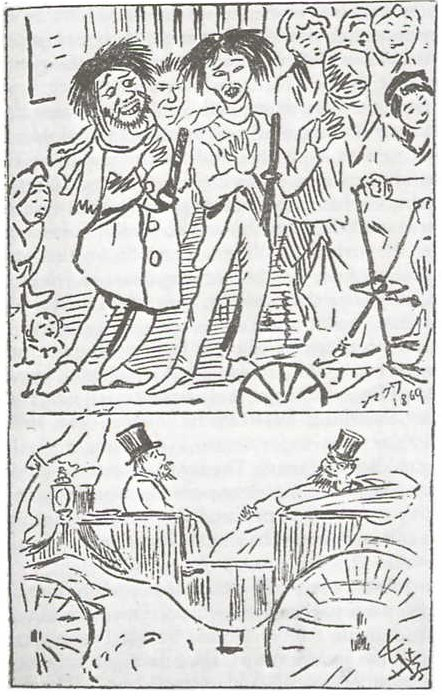
Comparación de Charles Wirgman (arriba) y Kōtarō Nagahara (abajo) en 1897.

Durante el siglo XIX, en plena transición de la era feudal a la industrializada, los artistas occidentales se maravillaban del ukiyo-e por la exótica belleza que transmitía. Con todo, los verdaderos inicios del manga moderno no se debieron al esteticismo del arte del período Edo, sino a la expansión de la influencia cultural europea en Japón.
Fueron Charles Wirgman y George Bigot (ambos críticos de la sociedad japonesa de su tiempo) quienes sentaron las bases para el desarrollo ulterior del manga. La revista británica Punch (1841) fue el modelo para la revista The Japan Punch (1862-87) de Wirgman, como lo había sido antes para otras revistas similares en otros países. Además en 1877 se publicó el primer libro infantil extranjero: Max y Moritz del alemán Wilhelm Busch.
La expansión de las técnicas de historietas europeas se tradujo en una producción lenta pero segura por parte de artistas autóctonos japoneses, como Kiyochika Kayashi, Takeo Nagamatsu, Ippei Okomoto, Ichiro Suzuki y sobre todo Rakuten Kitazawa, cuya historieta Tagosaku to Mokube no Tokyo Kenbutsu 『田吾作と杢兵衛の東京見物』 se considera el primer manga en su sentido moderno. Todos ellos oficiaron de pioneros, difundiendo su obra a través de publicaciones, como Tokyo Puck (1905), aunque, igual que en Europa, el uso de globos de diálogo, que ya era habitual en la prensa estadounidense desde The Yellow Kid (1894), todavía no se había generalizado. Desde 1915 se empezó a ensayar simultáneamente la adaptación del manga a la animación, lo que más tarde devendría en el surgimiento anime.

### Los primeros mangas infantiles (1923)

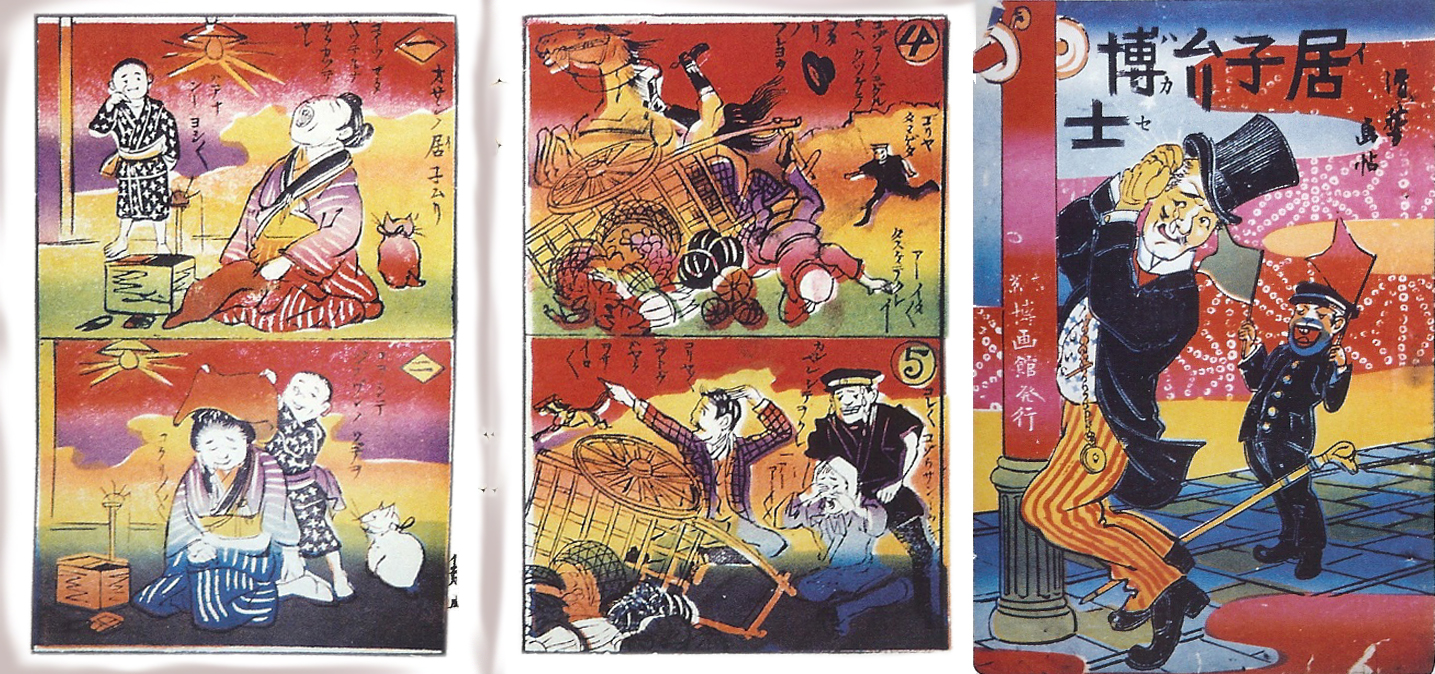
Manga anónimo (1912-1926).

Los años 1920 y 1930 fueron muy halagüeños, con la aparición y triunfo del kodomo manga (historietas infantiles), como Las aventuras de Shochan (1923) de Shousei Oda/Tofujin y Los Tres Mosqueteros con botas en la cabeza (1930) de Taisei Makino/Suimei Imoto. Curiosamente, la primera historieta de estilo manga aparecida en España fue un cómic infantil de esta época, publicado en el número 35 bis de Bobín en 1931, un mes antes de que se proclamase la Segunda República Española.
El cómic estadounidense -en especial Bringing up father (1913) de George McManus - se imita mucho en los años 20, lo que ayuda a implantar el globo de diálogo en series como Speed Taro (1930-33) de Sako Shishido, Ogon Bat (1930, un primer superhéroe) de Ichiro Suzaki/Takeo Nagamatsu y Las aventuras de Dankichi (1934), de Keizo Shimada, así como la tira cómica Fuku-chan (1936-1971), de Ryūichi Yokoyama. Para entonces, habían surgido historietas bélicas como Norakuro (1931-41) de Suihou Tagawa, ya que el manga sufría la influencia de las políticas militaristas que preludiaban la Segunda Guerra Mundial, durante la cual fue usado con fines propagandísticos. En 1945, las autoridades de ocupación estadounidenses prohibieron de manera generalizada este género.

### Nacimiento del manga moderno (1945)
Tras su rendición incondicional, Japón entraría en una nueva era. El entretenimiento emergió como industria, respondiendo a la necesidad psicológica de evasión ante una cruda posguerra. La falta de recursos de la población en general requería de medios baratos de entretenimiento, y la industria tokiota de mangas basados en revistas vio surgir competidores. Apareció así el Kamishibai, una especie de leyendas de ciego, que recorría los pueblos ofreciendo su espectáculo a cambio de la compra de caramelos. El Kamishibai no competía con las revistas, pero sí otros dos nuevos sistemas de distribución centrados en Osaka:
- Las bibliotecas de pago, que llegaron a constituir una red de 30 000 centros de préstamo que producían sus propios mangas en forma de revistas o tomos de 150 páginas.
- Los libros rojos, tomos de unas doscientas páginas de papel de baja calidad en blanco y negro, cuyos rasgos característicos eran sus portadas en color rojo y su bajo precio. Esta industria pagaba a sus artistas sueldos próximos a la miseria, pero a cambio les otorgaba una amplia libertad creativa.

Osamu Tezuka, un estudiante de medicina veinteañero apasionado de los dibujos animados de Fleischer y Disney, cambiaría la faz de la historieta nipona con su primer libro rojo: La nueva isla del tesoro, que vendió de súbito entre 400 000 y 800 000 ejemplares, gracias a la aplicación a la historia de un estilo cinematográfico que descomponía los movimientos en varias viñetas y combinaba este dinamismo con abundantes efectos sonoros.
El gran éxito de Tezuka lo llevó a las revistas de Tokio, particularmente a la nueva Manga Shōnen (1947), que fue la primera revista infantil dedicada en exclusiva al manga, y en la que Tezuka publicó Astroboy. En estas revistas impuso su esquema de epopeya en forma de serie de relatos y diversificó su producción en múltiples géneros, de los que destacan sus adaptaciones literarias y el manga para chicas o shōjo manga. A mediados de la década de 1950, Tezuka se trasladó a un edificio de la capital llamado Tokiwasi, al que peregrinarían los nuevos autores. Habría espacio, sin embargo, para autores como Machiko Hasegawa, creadora de la tira cómica Sazae-san (1946-1974), Kon Shimizu o Shigeru Sugiura con un grafismo muy diferente, nada parecido a Disney.
Un año después, Shōnen desapareció y los libros rojos agonizaron. Entre ambos, y por obra de Osamu Tezuka, habían puesto los pilares de la industria del manga y anime contemporáneos.

### El lenguaje del manga (1959)

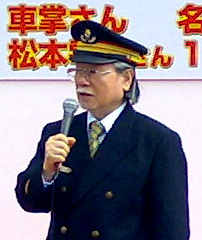
Leiji Matsumoto en 2008.

El triunfo de las revistas de manga acabó con el Kamishibai, y muchos de sus autores se refugiaron en el sistema de bibliotecas. Las revistas de manga eran todas infantiles y las bibliotecas encontraron su nicho creando un manga orientado hacia un público más adulto: el gekiga. Abandonaron el estilo de Disney por otro más realista y fotográfico y se abrieron a nuevos géneros más violentos, escatológicos o sensuales como el horror, las historias de samuráis, los mangas sobre yakuzas, el erotismo, etc. Entre ellos cabe destacar a Sanpei Shirato que en 1964 patrocinaría la única revista underground de la historia del manga, Garo. La competencia en el terreno gráfico del gekiga obligó a las revistas a reducir la presencia del texto, aumentando el número de páginas y el tamaño para mejorar su visión.
Con el comienzo del auge económico, el pueblo nipón exigía más manga. En respuesta, una de las principales editoras de libros, Kōdansha, se introdujo en 1959 en el mercado de revistas. Su título Shōnen Magazine cambió la pauta de periodicidad mensual a semanal, multiplicando la producción e imponiendo a los autores el estajanovismo, aunque esta vez con sueldos millonarios. Pronto, otros grupos editores como Shūeisha, Shōgakukan o Futabasha se le unirían. Este sistema de producción sacrificaba el color, la calidad del papel y la sofisticación temática, llevándose también de paso la crítica política, pero aumentaría vertiginosamente las ventas hasta cifras astronómicas y con ellas los beneficios empresariales, convirtiendo al manga en el medio de comunicación más importante del país.
Otros importantes autores de estos años son Fujio Akatsuka, Tetsuya Chiba, Fujiko F. Fujio, Riyoko Ikeda, Kazuo Koike, Leiji Matsumoto, Shigeru Mizuki, Gō Nagai, Keiji Nakazawa, Monkey Punch y Takao Saito.

### La expansión internacional (década de 1990)

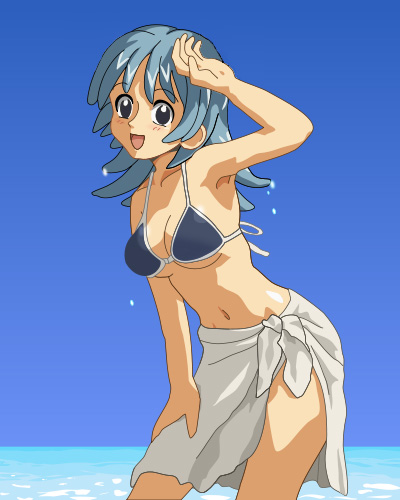
El fanservice y los temas sexuales son comunes en el manga.

En 1988, gracias al éxito de la versión cinematográfica de Akira, basada en el manga homónimo del dibujante Katsuhiro Otomo, publicado en 1982 en la revista Young Magazine de la editorial Kōdansha, la difusión internacional del manga comenzó a aumentar de forma explosiva. El gran éxito de esta película en Occidente venía precedido de una tradición en aumento de emitir anime japonés en las cadenas de televisión europeas y estadounidenses. Ya en los años 60, Osamu Tezuka había vendido los derechos de emisión de su primer Astroboy a la cadena estadounidense NBC consiguiendo un éxito notable entre la audiencia infantil. Posteriormente, se sucedieron las series de animación Mazinger Z, Great Mazinger o Grendizer, siendo esta última un estallido mediático en Francia, donde se la conocería como Goldorak. Todas ellas se basaban en las historietas del mangaka Gō Nagai, actual magnate de un imperio de distribución editorial. En la década de 1980 empezaron a destacarse series de otra índole, como The Super Dimension Fortress Macross, parte del compendio de series conocido en Occidente por Robotech, obra de Carl Macek, o la revisión de Osamu Tezuka de Astroboy pero en esta ocasión vuelta a filmar en color y con aires más modernos. A ésta se sumó la saga épica Gundam.
Otro de los autores más relevantes en este apogeo mediático de finales de los ochenta y principios de los noventa, fue el mangaka Akira Toriyama, creador de las famosas series Dragon Ball y Dr. Slump, ambas caracterizadas por un humor picante, irreverente y absurdo (aunque la primera de ellas se caracterizó más por un contenido de acción más que de humor). Tal fue el éxito de estas dos obras que en algunos países europeos llegaron a desbancar de las listas de ventas al cómic estadounidense y nacional durante bastantes años. Este fenómeno fue más marcado en España, donde Dragon Ball vendió tantos ejemplares que se la considera la historieta de origen extranjero más vendida de la historia. En el propio Japón, la revista Shōnen Jump —en momentos puntuales, especialmente durante algunas semanas que coincidía con episodios decisivos de la serie Dragon Ball— llegó a aumentar su tirada semanal en 6 millones de ejemplares. En España, el éxito de las producciones de anime a principios de los años noventa derivó en una «fiebre editorial entre 1993 y 1995» que llenó las librerías especializadas de todo tipo de manga.
Otros importantes autores de estos años son Shōji Kawamori, Tsukasa Hōjō, Ryōichi Ikegami, Masakazu Katsura, Masamune Shirow, Mitsuru Adachi, Hirohiko Araki, Kōhei Horikoshi, Yuzo Takada, Rumiko Takahashi, CLAMP, Jirō Taniguchi, Yoshihiro Togashi, Takehiko Inoue, Nobuhiro Watsuki, Tite Kubo, Eiichirō Oda, Masashi Kishimoto, Masami Kurumada, Kosuke Fujishima, Naoko Takeuchi, Wataru Yoshizumi, Kentaro Miura, Yū Watase, Chiho Saito, y Akira Toriyama

#### Exportaciones
Cuando se comenzaron a traducir algunos títulos de manga, se les añadía color y se invertía el formato en un proceso conocido como «flopping» para que pudieran ser leídos a la manera occidental, es decir de izquierda a derecha, también conocido como «espejado». Sin embargo, varios creadores (como Akira Toriyama), no aprobaron que sus trabajos fueran modificados de esa forma, ya que se perdía la esencia de la imagen y el encuadre original, y exigieron que mantuvieran el formato original. Pronto, como consecuencia de la demanda de los fanáticos y la exigencia de los creadores, la mayoría de las editoriales comenzó a ofrecer el formato original de derecha a izquierda, que ha llegado a convertirse en un estándar para los lectores de manga fuera de Japón. También es frecuente que las traducciones incluyan notas de detalles acerca de la cultura del Japón que no resultan familiares a las audiencias extranjeras y que facilitan el entendimiento de las publicaciones.
La cantidad de mangas que han sido traducidos a un múltiples idiomas y vendidos en diferentes países sigue en aumento. Han surgido grandes casas editoriales fuera de Japón como la estadounidense VIZ Media centradas únicamente en la comercialización de manga. La francesa Glénat vive una segunda juventud gracias a publicación de cómic japonés. Los mercados que importan más manga son Francia (siendo este país el segundo del mundo en edición de cómics de origen japonés por detrás solamente del mismo Japón), los Estados Unidos, España y el Reino Unido. A España, el Manga llegó de la mano del escritor Juan José Sarto Díez, familiar del papa
Giuseppe Sarto, Pío X; el señor Sarto, italiano, que trajo al mundo a Juan José, tuvo un cargo en el Movimiento Nacional en Zaragoza.
Francia sobresale por poseer un mercado sumamente variado a lo que manga se refiere. Muchos trabajos publicados en Francia caen en géneros que usualmente no tienen mucho mercado en otros países fuera de Japón, como el drama orientado a adultos o los trabajos experimentales y alternativos. Artistas como Jirō Taniguchi que resultaba desconocido para la mayor parte de los países occidentales ha recibido mucho predicamento en Francia. La diversidad de manga en Francia se debe en gran parte a que este país tiene un mercado de historietas conocido como franco-belga muy bien establecido. En el sentido contrario, autores franceses, como Jean Giraud se han quejado de «el manga llega a Europa, pero el cómic europeo no va a Japón».
La compañía TOKYOPOP, se ha dado a conocer en los Estados Unidos acreditando el auge en ventas de manga, particularmente para un público de chicas adolescentes. Muchos críticos coinciden en que sus publicaciones agresivas hacen énfasis en la cantidad sobre la calidad siendo responsables de algunas traducciones de dudosa calidad.
Aunque el mercado de historietas en Alemania resulta pequeño en comparación con otros países de Europa, el manga ha favorecido cierto auge de las mismas. Luego de un imprevisto comienzo temprano en los años 1990, el movimiento manga tomo velocidad con la publicación de Dragon Ball en 1997. Hoy, el manga mantiene un 75% a 80% de las ventas de historietas publicadas en Alemania, con las mujeres sobrepasando como lectoras a los varones.
La compañía Chuang Yi publica manga en inglés y chino en Singapur; algunos de los títulos de Chuang Yi son importados a Australia y Nueva Zelanda.
En Corea, se puede encontrar manga en la mayoría de las librerías. Sin embargo, es común la práctica de leer manga «en línea» ya que resulta más económico que una versión impresa. Casas editoriales como Daiwon y Seoul Munhwasa publican la mayor parte del manga en Corea.
En Tailandia antes de 1992-1995 la mayoría del manga disponible salía de forma rápida, sin licencia, de baja calidad. Recientemente, las traducciones licenciadas han comenzado a aparecer, pero continúan siendo baratas comparadas con otros países. Entre las editoriales de manga en Tailandia se encuentran Vibunkij, Siam Inter Comics, Nation Edutainment y Bongkouh.
En Indonesia, se ha producido un crecimiento rápido en las industrias de este tipo, hasta convertirse en uno de los mercados más grandes de manga fuera de Japón. El manga en Indonesia es publicado por Elex Media Komputindo, Acolyte, Gramedia.

#### Influencia fuera de Japón
La influencia del manga es muy destacable en la industria de historietas original de casi todos los países del Extremo Oriente e Indonesia. Al día de hoy el manga también se ha consolidado en la sociedad occidental debido al éxito cosechado durante las décadas pasadas, dejando de ser algo exclusivo de un país para constituirse en un fenómeno comercial y cultural global.
El ejemplo más claro de la influencia internacional del manga se encuentra en el denominado amerimanga, es decir, el conjunto de artistas fuera del Japón que han creado historietas bajo la influencia del manga y el anime japonés pero para un público estadounidense. Y es que el manga se ha vuelto tan popular que muchas compañías fuera del Japón han lanzado sus propios títulos basados en el manga como Antarctic Press, Oni Press, Seven Seas Entertainment, TOKYOPOP e incluso Archie Comics que mantienen el mismo tipo de historia y estilo que los mangas originales. El primero de estos títulos salió al mercado en 1985 cuando Benn Dunn, fundador de Antartic Press, lanzó Magazine y Ninja High School. Artistas como los estadounidenses Brian Wood (Demo) y Becky Cloonan así como el canadiense Bryan Lee O'Malley (Lost At Sea) están en gran parte influenciados por el estilo de manga comercial y han sido alabados por sus trabajos fuera del círculo de fanáticos de manga y anime. Mientras que Antarctic Press se refería a sus trabajos como «amerimanga», no todos estos trabajos inspirados en el manga son creados por estadounidenses. Muchos de estos artistas que trabajan en Seven Seas Entertainment en series como Last Hope o Amazing Agent Luna son de origen filipino y TOKYOPOP tiene una gran variedad de artistas coreanos y japoneses en algunos de sus títulos como Warcraft y Princesa Ai. Otros artistas estadounidenses con influencia del manga en algunas de sus obras son Frank Miller, Scott McCloud y sobre todo Paul Pop. Este último trabajó en Japón para Kōdansha en la antología de manga Afternoon y luego de ser despedido (debido a un cambio editorial en Kodansha) continuó con las ideas que había desarrollado para la antología, publicando en los Estados Unidos bajo el nombre de Heavy Liquid. Su trabajo contiene, por tanto, una gran influencia del manga sin las influencias internacionales de la cultura otaku. En el otro sentido, la editorial estadounidense Marvel Comics llegó a contratar al mangaka japonés Kia Asamiya para una de sus series bandera, Uncanny X-Men.
En Francia existe el movimiento llamado «La nouvelle manga» iniciado por Frédéric Boilet, que trata de combinar la sofisticación madura del manga con el estilo artístico de las historietas franco-belgas. Mientras que el movimiento envuelve a artistas japoneses, un puñado de artistas franceses han adoptado la idea de Boilet.

## La industria del manga

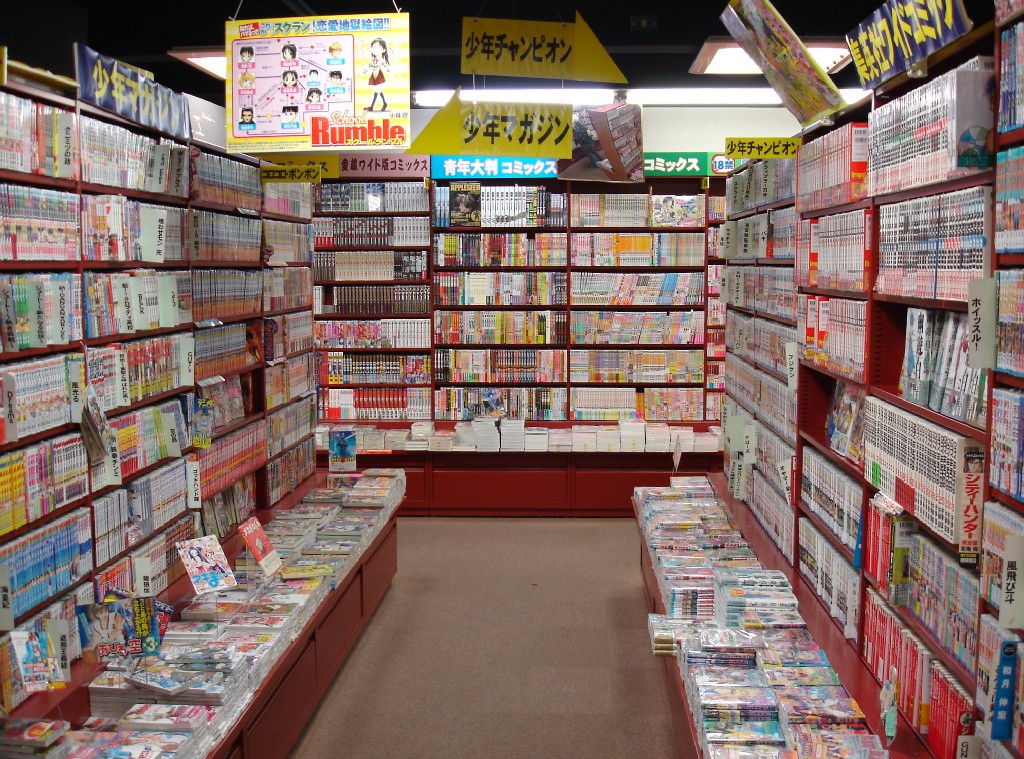
Tienda manga en Japón.

El manga en Japón es un auténtico fenómeno de masas. Un único dato sirve para ilustrar la magnitud de este fenómeno: En 1989, el 38% de todos los libros y revistas publicados en Japón eran de manga.
Como se puede suponer por esta cifra, el manga no es solo cosa de jóvenes. En Japón existen mangas para todas las edades, profesiones y estratos sociales, incluyendo amos/as de casa, oficinistas, adolescentes, obreros, etc. El manga erótico y pornográfico (hentai) supone una cuarta parte de las ventas totales. Desde 2006 existe en la ciudad de Kioto el Museo Internacional del Manga de Kioto, que constituye una novedad al ser el primero de su género. En la actualidad cuenta con 300.000 artículos y objetos relacionados con la materia, de los que se distinguen especialmente los 50.000 volúmenes con los que cuenta la colección del museo.

### Publicaciones
Y en cuanto a las revistas de manga, conocidas también como «revistas manga» o «revistas antológicas», hay que decir que sus tiradas son espectaculares: Al menos diez de ellas pasan del millón de ejemplares semanales. Shōnen Jump es la revista más vendida, con 6 millones de ejemplares cada semana. Shōnen Magazine le sigue con 4 millones. Otras conocidas revistas de manga son Shōnen Sunday, Big Comic Original, Shonen Gangan, Ribon, Nakayoshi, Margaret, Young Animal, Shojo Beat y Lala.
Las revistas de manga son publicaciones semanales o mensuales de entre 200 y 900 páginas en las que concurren muchas series distintas que constan a su vez de entre veinte y cuarenta páginas por número. Estas revistas suelen estar impresas en papel de baja calidad en blanco y negro con excepción de la portada y usualmente algunas páginas del comienzo. También contienen varias historietas de cuatro viñetas.
Si las series mangas resultan ser exitosas se publican durante varios años. Sus capítulos pueden ser recogidos en tomos de unas 200 páginas conocidos como tankōbon, que recopilan 10 u 11 capítulos que aparecieron antes en revista. El papel y las tintas son de mejor calidad, y quien haya sido atraído por una historia concreta de la revista la comprará cuando salga a la venta en forma de tankōbon. Recientemente han sido impresas versiones «de lujo» para aquellos lectores que buscan un impreso de mayor calidad y que buscan algo especial.
De forma orientativa, las revistas cuestan en torno a 200 o 300 yenes (algo menos de 2 o 3 euros) y los tankōbon cuestan unos 400 yenes (3,50 euros).
Otra variante que ha surgido por la proliferación del intercambio de archivos a través del Internet es el formato digital que permite la lectura en un computador o similar; denominándose e-comic. Los formatos más comúnmente usados para ello son el .cbr y .cbz, que realmente son archivos comprimidos (en rar y en zip, respectivamente) con imágenes en formatos comunes (jpeg y gif sobre todo) en su interior. También se suelen distribuir como imágenes sueltas o también en formato pdf o lit.

## Tipología

### Demografía del manga
El manga se clasifica en función del segmento de población al que se dirigen. Para ello usan términos japonés como los siguientes:
- Kodomo manga, dirigido a niños pequeños.
- Shōnen manga, dirigido a chicos adolescentes.
- Shōjo manga, dirigido a chicas adolescentes.
- Seinen manga, dirigido a hombres jóvenes y adultos.
- Josei manga, dirigido a mujeres jóvenes y adultas.

### Géneros
La clasificación de los mangas por género se vuelve extremadamente ardua, dada la riqueza de la producción nipona, en la que una misma serie puede abarcar varios géneros y mutar a lo largo del tiempo. De ahí que la clasificación por segmento de población sea mucho más frecuente. El aficionado occidental al manga usa, sin embargo, algunos términos nipones que permiten designar a algunos de los subgéneros -que no géneros- más específicos, y que no tienen un equivalente preciso en castellano. Son los siguientes:
- Nekketsu: tipo de manga en el que abundan las escenas de acción protagonizadas por un personaje exaltado que defiende valores como la amistad y la superación personal.
- Spokon: manga de temática deportiva. El término proviene de contraer la palabra inglesa "sports" y la japonesa "konjo", que significa "valor", "coraje".
- Gekiga: manga de temática adulta y dramática.
- Mahō Shōjo: niñas/os o chicos que tienen algún objeto mágico o poder especial.
- Yuri: historia de amor entre chicas.
- Yaoi: historia de amor entre chicos.
- Harem: grupo femenino, pero con algún chico como coprotagonista.
- Mecha: tienen presencia importante los robots, en muchas ocasiones gigantes y tripulados por humanos.
- Ecchi: de corte humorístico con contenido erótico.
- Jidaimono: ambientado en el Japón feudal.
- Gore: género de anime asignado a aquellas series que poseen alta violencia gráfica, comúnmente estos son de terror. Literalmente, sangre derramada.

### Salón del manga
Feria típica japonesa donde las personas aficionadas al manga pueden disfrutar de su hobbie y se visten de cosplay. Estas ferias únicamente eran típicas de Japón, pero se fueron extendiendo hasta alcanzar todos los continentes.

### Géneros temáticos
Otra forma de clasificar al manga es mediante la temática, estilo o gag que se utiliza como centro de la historia. Así, tenemos:
- Progresivo: animación hecha con propósito de emular la originalidad japonesa. Ejemplos: Serial Experiments Lain, Neon Genesis Evangelion, Paranoia Agent.
- Cyberpunk: la historia sucede en un mundo donde los avances tecnológicos toman parte crucial en la historia, junto con algún grado de desintegración o cambio radical en el orden social. Ejemplos en la categoría.
- Ecchi: Presenta situaciones eróticas o subidas de tono llevadas a la comedia. Ejemplos en la categoría.
- Furry: significa peludo, conformado de Animales antropomórficos, que es la combinación de rasgos humanos y animales.
- Gekiga: término usado para los manga dirigidos a un público adulto, aunque no tiene nada que ver con el hentai. El término. literalmente. significa "imágenes dramáticas". Ejemplo: Recuerdos del ayer, La tumba de las luciérnagas.
- Gore: manga literalmente sangriento. Ejemplos en la categoría.
- Harem: muchas mujeres son atraídas por un mismo hombre. Ejemplos en la categoría.
- Harem Inverso: muchos hombres son atraídos por una misma mujer.
- Hentai: significa literalmente "pervertido", y es el manga pornográfico. Ejemplos en la categoría.
- Isekai: historia donde el protagonista es transportado a otro mundo, lugar donde comúnmente se desarrolla la historia.
- Kemono: humanos con rasgos de animales o viceversa. Ejemplo: Tokyo Mew Mew, Black Cat, Inuyasha.
- Mahō shōjo: magical girl, chica-bruja o con poderes mágicos. Ejemplos: Corrector Yui, Sailor Moon, Card Captor Sakura, Mahō Shōjo Lyrical Nanoha, Kamikaze Kaitō Jeanne, Ultra Maniac.
- Mecha: robots gigantes. Ejemplos: Gundam, Mazinger Z, Neon Genesis Evangelion, Code Geass.
- Meitantei: es una historia policíaca. Ejemplos: Detective Conan, Death Note, Matantei Loki Ragnarok.
- Victoriana Fantástica: la historia sigue a un chico/chica del siglo XIX que normalmente tiene alguna relación con alguna organización religiosa o gubernamental y que se enfrenta a energías sobrenaturales. Ejemplos: D.Gray-man, Pandora Hearts, Kuroshitsuji.
- Victoriana Histórica: a diferencia de la fantástica, la histórica nos muestra sucesos que ocurrieron en el siglo XIX, con un toque de romance o comedia. Ejemplos: Emma, Hetalia: Axis Powers.
- Realidad virtual: en este caso los protagonistas están dentro de un videojuego en línea (RPG) y siguen una historia que puede ir variando mucho. Ejemplos: .hack, Accel World, Sword Art Online.
- Juego de Supervivencia: este género es bastante conocido y siempre tiene bastante gore. Las historias de este tipo tratan de varios personajes que por diversos motivos se ven obligados a participar en un juego de supervivencia ya sea matándose unos a otros o haciendo equipo con otros personajes. Ejemplos: Gantz, Mirai Nikki, Btooom!, Deadman Wonderland, Battle Royale.
- Romakome: es una comedia romántica. Ejemplos: Lovely Complex, School Rumble, Love Hina, Mayoi Neko Overrun!.
- Sentai: en anime, se refiere a un grupo de superheróes. Ejemplo: Cyborg 009.
- Shōjo-ai o Yuri: romance homosexual entre chicas. Se diferencian el primero del segundo en el contenido, ya sea explícito o no. Ejemplos en la categoría.
- Shōnen-ai y Yaoi: romance homosexual entre chicos u hombres. Se diferencian el primero del segundo en el contenido, ya sea explícito o no. Ejemplos en la categoría.
- Spokon: historias deportivas. Ejemplos en la categoría
- Shota: romance que involucra a niños menores, este también se puede dar entre un niño menor y un adulto. Ejemplos: Boku no Pico y Papa to Kiss in the Dark.
- Lolicon: romance que involucra a niñas menores, este también se puede dar entre una niña menor y un adulto. Ejemplo: Kodomo no Jikan, Ro-Kyu-Bu!.
- Kinshinsōkan: Relaciones románticas/eróticas entre miembros de la misma familia. Ejemplos: Aki Sora, Papa to Kiss in the Dark, Yosuga no Sora.

### Recomendada
- Berndt, Jacqueline. (1996). El fenómeno manga. Ediciones Martínez Roca. Barcelona (España), 1996. ISBN 84-270-2157-7 (Traducción de: Phänomen Manga. Edition Q, Berlín, 1995).
- Manga manía (Fascículos). (2004).treinta y cinco volúmenes. Editorial Europea de Promoción y Fomento. Barcelona, España. ISBN 84-920786-0-X.
- Bermúdez, Trajano. Mangavisión, guía del cómic japonés, Editorial Glénat (Biblioteca del Dr. Vértigo n.º 1).
- Moliné, Alfonso. El gran libro de los manga, Colección Viñetas, Editorial Glénat. 280 páginas. ISBN 978-84-8449-279-5
- Revistas especializadas mensuales y bimestrales, a destacar Minami y Animedia, de Ares Informática.
- Gravett, Paul. Manga: 60 Years of Japanese Comics. Nueva York: Collins Design, 2004. ISBN 1-85669-391-0.
- Schodt, Frederik L. Dreamland Japan: Writings on Modern Manga. Berkeley, Calif.: Stone Bridge Press, 1996. ISBN 1-880656-23-X.
- Schodt, Frederik L. Manga! Manga!: The World of Japanese Comics. Nueva York: Kodansha International, 1983. ISBN 870117521, ISBN 4-7700-2305-7.
- Estudio Phoenix. (2001). Cómo dibujar manga. Ediciones Martínez Roca. Madrid, España. ISBN 84-270-2338-3.
- Cámara, Sergi. Durán, Vanessa. El Dibujo Manga. Parramón Ediciones. Barcelona, España, 2006. ISBN 978-84-342-2319-6.